# Campeonato Mundial de Patinação Artística no Gelo de 2017

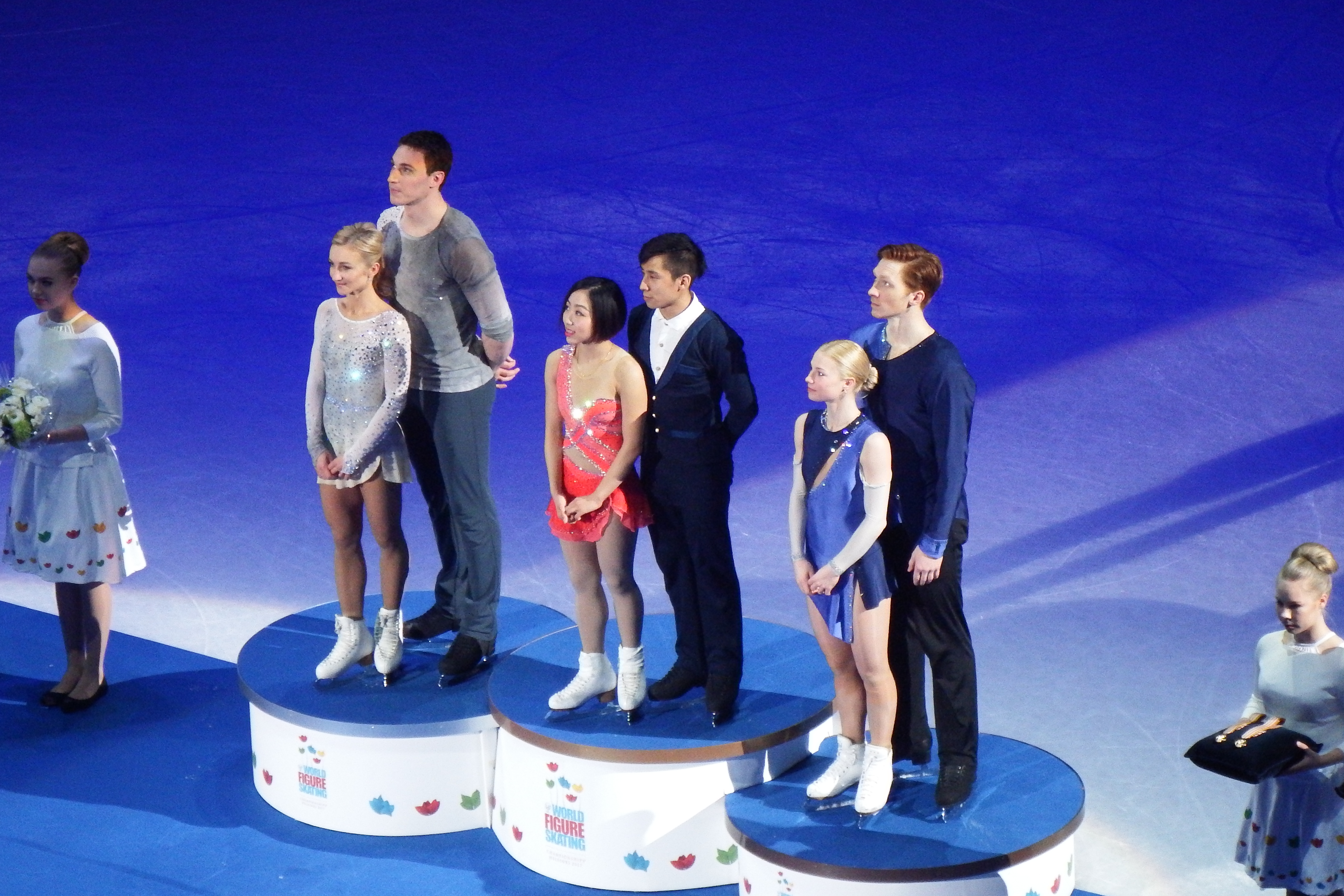
Premiação dos vencedores.

O Campeonato Mundial de Patinação Artística no Gelo de 2017 foi a centésima sétima edição do Campeonato Mundial de Patinação Artística no Gelo, um evento anual de patinação artística no gelo organizado pela União Internacional de Patinação (em inglês:  International Skating Union) onde os patinadores artísticos, competem pelo título de campeão mundial. A competição foi disputada entre os dias 29 de março e 2 de abril, na cidade de Helsinque, Finlândia.

## Eventos
- Individual masculino
- Individual feminino
- Duplas
- Dança no gelo

## Medalhistas
| Evento                        | Ouro                               | Prata                                            | Bronze                                           |
| Individual masculino detalhes | Yuzuru Hanyu · Japão               | Shoma Uno · Japão                                | Jin Boyang · China                               |
| Individual feminino detalhes  | Evgenia Medvedeva · Rússia         | Kaetlyn Osmond · Canadá                          | Gabrielle Daleman · Canadá                       |
| Duplas detalhes               | Sui Wenjing · Han Cong · China     | Aliona Savchenko · Bruno Massot · Alemanha       | Evgenia Tarasova · Vladimir Morozov · Rússia     |
| Dança no gelo detalhes        | Tessa Virtue · Scott Moir · Canadá | Gabriella Papadakis · Guillaume Cizeron · França | Maia Shibutani · Alex Shibutani · Estados Unidos |

## Resultados

### Individual masculino
| Pos.                                                  | Nome                       | Nacionalidade    | Pontos | PC         | PL          |
| ----------------------------------------------------- | -------------------------- | ---------------- | ------ | ---------- | ----------- |
| Medalha de ouro                                       | Yuzuru Hanyu               | Japão            | 321.59 | 98.39 (5)  | 223.20 (1)  |
| Medalha de prata                                      | Shoma Uno                  | Japão            | 319.31 | 104.86 (2) | 214.45 (2)  |
| Medalha de bronze                                     | Jin Boyang                 | China            | 303.58 | 98.64 (4)  | 204.94 (3)  |
| 4                                                     | Javier Fernández           | Espanha          | 301.19 | 109.05 (1) | 192.14 (6)  |
| 5                                                     | Patrick Chan               | Canadá           | 295.16 | 102.13 (3) | 193.03 (5)  |
| 6                                                     | Nathan Chen                | Estados Unidos   | 290.72 | 97.33 (6)  | 193.39 (4)  |
| 7                                                     | Jason Brown                | Estados Unidos   | 269.57 | 93.10 (8)  | 176.47 (7)  |
| 8                                                     | Mikhail Kolyada            | Rússia           | 257.47 | 93.28 (7)  | 164.19 (9)  |
| 9                                                     | Kevin Reynolds             | Canadá           | 253.84 | 84.44 (12) | 169.40 (8)  |
| 10                                                    | Alexei Bychenko            | Israel           | 245.96 | 85.28 (11) | 160.68 (12) |
| 11                                                    | Maxim Kovtun               | Rússia           | 245.84 | 89.38 (10) | 156.46 (14) |
| 12                                                    | Misha Ge                   | Uzbequistão      | 243.45 | 79.91 (16) | 163.54 (10) |
| 13                                                    | Moris Kvitelashvili        | Geórgia          | 239.24 | 76.34 (19) | 162.90 (11) |
| 14                                                    | Deniss Vasiļjevs           | Letônia          | 239.00 | 81.73 (14) | 157.27 (13) |
| 15                                                    | Brendan Kerry              | Austrália        | 236.24 | 83.11 (13) | 153.13 (15) |
| 16                                                    | Denis Ten                  | Cazaquistão      | 234.31 | 90.18 (9)  | 144.13 (20) |
| 17                                                    | Chafik Besseghier          | França           | 230.13 | 78.82 (17) | 151.31 (16) |
| 18                                                    | Michal Březina             | República Tcheca | 226.26 | 80.02 (15) | 146.24 (18) |
| 19                                                    | Keiji Tanaka               | Japão            | 222.34 | 73.45 (22) | 148.89 (17) |
| 20                                                    | Paul Fentz                 | Alemanha         | 217.91 | 73.89 (20) | 144.02 (22) |
| 21                                                    | Jorik Hendrickx            | Bélgica          | 214.02 | 73.68 (21) | 140.34 (21) |
| 22                                                    | Julian Zhi Jie Yee         | Malásia          | 213.99 | 69.74 (23) | 144.25 (19) |
| 23                                                    | Alexander Majorov          | Suécia           | 205.04 | 77.23 (18) | 127.81 (23) |
| 24                                                    | Michael Christian Martinez | Filipinas        | 196.79 | 69.32 (24) | 127.47 (24) |
| Não avançaram para a patinação livre / programa longo |                            |                  |        |            |             |
| 25                                                    | Ivan Pavlov                | Ucrânia          | 69.26  | 69.26 (25) |             |
| 26                                                    | Kim Jin-seo                | Coreia do Sul    | 68.66  | 68.66 (26) |             |
| 27                                                    | Javier Raya                | Espanha          | 66.88  | 66.88 (27) |             |
| 28                                                    | Stéphane Walker            | Suíça            | 64.04  | 64.04 (28) |             |
| 29                                                    | Igor Reznichenko           | Polônia          | 63.88  | 63.88 (29) |             |
| 30                                                    | Matteo Rizzo               | Itália           | 63.14  | 63.14 (30) |             |
| 31                                                    | Graham Newberry            | Reino Unido      | 62.04  | 62.04 (31) |             |
| 32                                                    | Chih-I Tsao                | Taipé Chinesa    | 61.52  | 61.52 (32) |             |
| 33                                                    | Valtter Virtanen           | Finlândia        | 59.45  | 59.45 (33) |             |
| 34                                                    | Nicholas Vrdoljak          | Croácia          | 57.28  | 57.28 (34) |             |
| 35                                                    | Slavik Hayrapetyan         | Armênia          | 57.14  | 57.14 (35) |             |
| 36                                                    | Larry Loupolover           | Azerbaijão       | 38.97  | 38.97 (36) |             |

### Individual feminino
| Pos.                                                  | Nome                      | Nacionalidade    | Pontos | PC         | PL          |
| ----------------------------------------------------- | ------------------------- | ---------------- | ------ | ---------- | ----------- |
| Medalha de ouro                                       | Evgenia Medvedeva         | Rússia           | 233.41 | 79.01 (1)  | 154.40 (1)  |
| Medalha de prata                                      | Kaetlyn Osmond            | Canadá           | 218.13 | 75.98 (2)  | 142.15 (2)  |
| Medalha de bronze                                     | Gabrielle Daleman         | Canadá           | 213.52 | 72.19 (3)  | 141.33 (3)  |
| 4                                                     | Karen Chen                | Estados Unidos   | 199.29 | 69.98 (5)  | 129.31 (6)  |
| 5                                                     | Mai Mihara                | Japão            | 197.88 | 59.59 (15) | 138.29 (4)  |
| 6                                                     | Carolina Kostner          | Itália           | 196.83 | 66.33 (8)  | 130.50 (5)  |
| 7                                                     | Ashley Wagner             | Estados Unidos   | 193.54 | 69.04 (7)  | 124.50 (10) |
| 8                                                     | Maria Sotskova            | Rússia           | 192.20 | 69.76 (6)  | 122.44 (11) |
| 9                                                     | Elizabet Tursynbayeva     | Cazaquistão      | 191.99 | 65.48 (10) | 126.51 (8)  |
| 10                                                    | Choi Da-bin               | Coreia do Sul    | 191.11 | 62.66 (11) | 128.45 (7)  |
| 11                                                    | Wakaba Higuchi            | Japão            | 188.05 | 65.87 (9)  | 122.18 (12) |
| 12                                                    | Mariah Bell               | Estados Unidos   | 187.23 | 61.02 (13) | 126.21 (9)  |
| 13                                                    | Anna Pogorilaya           | Rússia           | 183.37 | 71.52 (4)  | 111.85 (15) |
| 14                                                    | Li Xiangning              | China            | 175.37 | 58.28 (16) | 117.09 (13) |
| 15                                                    | Loena Hendrickx           | Bélgica          | 172.82 | 57.54 (17) | 115.28 (14) |
| 16                                                    | Rika Hongo                | Japão            | 169.83 | 62.55 (12) | 107.28 (18) |
| 17                                                    | Nicole Rajičová           | Eslováquia       | 165.55 | 57.08 (18) | 108.47 (16) |
| 18                                                    | Laurine Lecavelier        | França           | 162.99 | 55.49 (22) | 107.50 (17) |
| 19                                                    | Nicole Schott             | Alemanha         | 161.41 | 54.83 (24) | 106.58 (19) |
| 20                                                    | Ivett Tóth                | Hungria          | 160.77 | 61.00 (14) | 99.77 (21)  |
| 21                                                    | Li Zijun                  | China            | 159.80 | 56.30 (20) | 103.50 (20) |
| 22                                                    | Angelīna Kučvaļska        | Letônia          | 155.02 | 55.92 (21) | 99.10 (22)  |
| 23                                                    | Anastasia Galustyan       | Armênia          | 153.47 | 55.20 (23) | 98.27 (23)  |
| 24                                                    | Kailani Craine            | Austrália        | 152.94 | 56.97 (19) | 95.97 (24)  |
| Não avançaram para a patinação livre / programa longo |                           |                  |        |            |             |
| 25                                                    | Yu Shuran                 | Singapura        | 52.87  | 52.87 (25) |             |
| 26                                                    | Joshi Helgesson           | Suécia           | 52.07  | 52.07 (26) |             |
| 27                                                    | Helery Hälvin             | Estônia          | 51.94  | 51.94 (27) |             |
| 28                                                    | Amy Lin                   | Taipé Chinesa    | 51.86  | 51.86 (28) |             |
| 29                                                    | Emmi Peltonen             | Finlândia        | 50.74  | 50.74 (29) |             |
| 30                                                    | Isadora Williams          | Brasil           | 50.65  | 50.65 (30) |             |
| 31                                                    | Kerstin Frank             | Áustria          | 50.54  | 50.54 (31) |             |
| 32                                                    | Natasha Mckay             | Reino Unido      | 50.10  | 50.10 (32) |             |
| 33                                                    | Yasmine Kimiko Yamada     | Suíça            | 47.86  | 47.86 (33) |             |
| 34                                                    | Anne Line Gjersem         | Noruega          | 46.99  | 46.99 (34) |             |
| 35                                                    | Anna Khnychenkova         | Ucrânia          | 46.98  | 46.98 (35) |             |
| 36                                                    | Daša Grm                  | Eslovênia        | 46.63  | 46.63 (36) |             |
| 37                                                    | Michaela Lucie Hanzlíková | República Tcheca | 32.21  | 32.21 (37) |             |

### Duplas
| Pos.                                                  | Nome                                       | Nacionalidade    | Pontos | PC         | PL          |
| ----------------------------------------------------- | ------------------------------------------ | ---------------- | ------ | ---------- | ----------- |
| Medalha de ouro                                       | Sui Wenjing / Han Cong                     | China            | 232.06 | 81.23 (1)  | 150.83 (1)  |
| Medalha de prata                                      | Aliona Savchenko / Bruno Massot            | Alemanha         | 230.30 | 79.84 (2)  | 150.46 (2)  |
| Medalha de bronze                                     | Evgenia Tarasova / Vladimir Morozov        | Rússia           | 219.03 | 79.37 (3)  | 139.66 (4)  |
| 4                                                     | Yu Xiaoyu / Zhang Hao                      | China            | 211.51 | 75.23 (4)  | 136.28 (5)  |
| 5                                                     | Ksenia Stolbova / Fedor Klimov             | Rússia           | 206.72 | 65.69 (13) | 141.03 (3)  |
| 6                                                     | Liubov Ilyushechkina / Dylan Moscovitch    | Canadá           | 206.19 | 73.14 (6)  | 133.05 (8)  |
| 7                                                     | Meagan Duhamel / Eric Radford              | Canadá           | 206.06 | 72.67 (7)  | 133.39 (7)  |
| 8                                                     | Vanessa James / Morgan Cipres              | França           | 204.68 | 70.10 (10) | 134.58 (6)  |
| 9                                                     | Valentina Marchei / Ondřej Hotárek         | Itália           | 203.92 | 71.04 (9)  | 132.88 (9)  |
| 10                                                    | Alexa Scimeca Knierim / Chris Knierim      | Estados Unidos   | 202.37 | 72.17 (8)  | 130.20 (11) |
| 11                                                    | Julianne Séguin / Charlie Bilodeau         | Canadá           | 198.21 | 66.31 (12) | 131.90 (10) |
| 12                                                    | Natalia Zabiiako / Alexander Enbert        | Rússia           | 192.54 | 74.26 (5)  | 118.28 (13) |
| 13                                                    | Nicole Della Monica / Matteo Guarise       | Itália           | 192.02 | 70.08 (11) | 121.94 (12) |
| 14                                                    | Anna Dušková / Martin Bidař                | República Tcheca | 179.70 | 63.36 (15) | 116.34 (14) |
| 15                                                    | Ryom Tae-ok / Kim Ju-sik                   | Coreia do Norte  | 169.65 | 64.52 (14) | 105.13 (15) |
| 16                                                    | Ekaterina Alexandrovskaya / Harley Windsor | Austrália        | 164.10 | 62.03 (16) | 102.07 (16) |
| Não avançaram para a patinação livre / programa longo |                                            |                  |        |            |             |
| 17                                                    | Sumire Suto / Francis Boudreau-Audet       | Japão            | 61.70  | 61.70 (17) |             |
| 18                                                    | Miriam Ziegler / Severin Kiefer            | Áustria          | 61.01  | 61.01 (18) |             |
| 19                                                    | Minerva Fabienne Hase / Nolan Seegert      | Alemanha         | 59.76  | 59.76 (19) |             |
| 20                                                    | Haven Denney / Brandon Frazier             | Estados Unidos   | 56.23  | 56.23 (20) |             |
| 21                                                    | Lana Petranović / Antonio Souza-Kordeiru   | Croácia          | 52.83  | 52.83 (21) |             |
| 22                                                    | Goda Butkutė / Nikita Ermolaev             | Lituânia         | 52.49  | 52.49 (22) |             |
| 23                                                    | Tatiana Danilova / Mikalai Kamianchuk      | Bielorrússia     | 51.79  | 51.79 (23) |             |
| 24                                                    | Daria Beklemisheva / Mark Magyar           | Hungria          | 45.96  | 45.96 (24) |             |
| 25                                                    | Emilia Simonen / Matthew Penasse           | Finlândia        | 45.49  | 45.49 (25) |             |
| 26                                                    | Zoe Jones / Christopher Boyadji            | Reino Unido      | 44.33  | 44.33 (26) |             |
| 27                                                    | Lola Esbrat / Andrei Novoselov             | França           | 43.78  | 43.78 (27) |             |
| 28                                                    | Ioulia Chtchetinina / Noah Scherer         | Suíça            | 40.50  | 40.50 (28) |             |

### Dança no gelo
| Pos.                                     | Nome                                         | Nacionalidade    | Pontos | DC         | DL          |
| ---------------------------------------- | -------------------------------------------- | ---------------- | ------ | ---------- | ----------- |
| Medalha de ouro                          | Tessa Virtue / Scott Moir                    | Canadá           | 198.62 | 82.43 (1)  | 116.19 (2)  |
| Medalha de prata                         | Gabriella Papadakis / Guillaume Cizeron      | França           | 196.04 | 76.89 (2)  | 119.15 (1)  |
| Medalha de bronze                        | Maia Shibutani / Alex Shibutani              | Estados Unidos   | 185,18 | 74.88 (5)  | 110,3 (4)   |
| 4                                        | Kaitlyn Weaver / Andrew Poje                 | Canadá           | 184,81 | 74.84 (6)  | 109,97 (6)  |
| 5                                        | Ekaterina Bobrova / Dmitri Soloviev          | Rússia           | 184.06 | 73.54 (8)  | 110.52 (3)  |
| 6                                        | Anna Cappellini / Luca Lanotte               | Itália           | 183.73 | 73.70 (7)  | 110.03 (5)  |
| 7                                        | Madison Chock / Evan Bates                   | Estados Unidos   | 182,04 | 76.25 (4)  | 105,79 (8)  |
| 8                                        | Piper Gilles / Paul Poirier                  | Canadá           | 178.99 | 72.83 (9)  | 106.16 (7)  |
| 9                                        | Madison Hubbell / Zachary Donohue            | Estados Unidos   | 177.70 | 76.53 (3)  | 101.17 (10) |
| 10                                       | Alexandra Stepanova / Ivan Bukin             | Rússia           | 174.70 | 69.07 (10) | 105.63 (9)  |
| 11                                       | Charlène Guignard / Marco Fabbri             | Itália           | 165.68 | 67.56 (11) | 98.12 (11)  |
| 12                                       | Isabella Tobias / Ilia Tkachenko             | Israel           | 162.63 | 66.27 (12) | 96.36 (12)  |
| 13                                       | Laurence Fournier Beaudry / Nikolaj Sørensen | Dinamarca        | 159.53 | 66.05 (13) | 93.48 (14)  |
| 14                                       | Natalia Kaliszek / Maksym Spodyriev          | Polônia          | 157.15 | 63.37 (15) | 93.78 (13)  |
| 15                                       | Oleksandra Nazarova / Maksym Nikitin         | Ucrânia          | 155.35 | 63.86 (14) | 91.49 (15)  |
| 16                                       | Wang Shiyue / Liu Xinyu                      | China            | 150.25 | 60.77 (18) | 89.48 (16)  |
| 17                                       | Alisa Agafonova / Alper Uçar                 | Turquia          | 146.89 | 60.80 (17) | 86.09 (17)  |
| 18                                       | Olivia Smart / Adrià Díaz                    | Espanha          | 145.61 | 60.93 (16) | 84.68 (19)  |
| 19                                       | Kavita Lorenz / Joti Polizoakis              | Alemanha         | 142.86 | 57.10 (20) | 85.76 (18)  |
| 20                                       | Yura Min / Alexander Gamelin                 | Coreia do Sul    | 136.71 | 57.47 (19) | 79.24 (20)  |
| Não avançaram para a dança livre / longa |                                              |                  |        |            |             |
| 21                                       | Marie-Jade Lauriault / Romain Le Gac         | França           | 56.43  | 56.43 (21) |             |
| 22                                       | Lilah Fear / Lewis Gibson                    | Reino Unido      | 54.82  | 54.82 (22) |             |
| 23                                       | Kana Muramoto / Chris Reed                   | Japão            | 54.68  | 54.68 (23) |             |
| 24                                       | Cecilia Törn / Jussiville Partanen           | Finlândia        | 52.22  | 52.22 (24) |             |
| 25                                       | Tina Garabedian / Simon Proulx-Sénécal       | Armênia          | 51.39  | 51.39 (25) |             |
| 26                                       | Nicole Kuzmichová / Alexandr Sinicyn         | República Tcheca | 51.02  | 51.02 (26) |             |
| 27                                       | Viktoria Kavaliova / Yurii Bieliaiev         | Bielorrússia     | 49.73  | 49.73 (27) |             |
| 28                                       | Lorenza Alessandrini / Pierre Souquet        | França           | 49.51  | 49.51 (28) |             |
| 29                                       | Olga Jakushina / Andrey Nevskiy              | Letônia          | 48.26  | 48.26 (29) |             |
| 30                                       | Taylor Tran / Saulius Ambrulevičius          | Lituânia         | 46.14  | 46.14 (30) |             |
| 31                                       | Anastasia Galyeta / Avidan Brown             | Azerbaijão       | 45.58  | 45.58 (31) |             |
| 32                                       | Tatiana Kozmava / Oleksii Shumskyi           | Geórgia          | 42.71  | 42.71 (32) |             |

## Quadro de medalhas
| Ordem | País           | Medalha de ouro | Medalha de prata | Medalha de bronze |    | Ordem por total |
| ----- | -------------- | --------------- | ---------------- | ----------------- | -- | --------------- |
| 1     | Canadá         | 1               | 1                | 1                 | 3  | 1               |
| 2     | Japão          | 1               | 1                |                   | 2  | 2               |
| 3     | China          | 1               |                  | 1                 | 2  | 2               |
| 3     | Rússia         | 1               |                  | 1                 | 2  | 2               |
| 5     | Alemanha       |                 | 1                |                   | 1  | 5               |
| 5     | França         |                 | 1                |                   | 1  | 5               |
| 7     | Estados Unidos |                 |                  | 1                 | 1  | 5               |
| TOTAL | TOTAL          | 4               | 4                | 4                 | 12 | —               |